# Ten (album Girls Aloud)
Ten – album kompilacyjny Girls Aloud podsumowujący dziesięcioletnią działalność zespołu. Prócz największych przebojów, wydawnictwo zawiera cztery nowe nagrania, powstałe na potrzeby promocji albumu. Składanka ukazała się w Wielkiej Brytanii 26 listopada 2012 roku nakładem wytwórni Polydor.
Pierwszym singlem promującym wydawnictwo został utwór "Something New" wydany jako oficjalny hymn organizacji charytatywnej Children in Need w 2012 roku. Kolejnym singlem został utwór "Beautiful 'Cause You Love Me". Utwór ten dotarł tylko do 97 miejsca UK Singles Chart i jest pierwszym singlem zespołu, który nie znalazł się w top 20.
W lutym 2013 roku zespół udał się w trasę koncertową Ten - The Hits Tour 2013. 20 marca 2013 roku po ostatnim koncercie w Echo Arena w Liverpoolu zespół poinformował, że kończy działalność.

## Lista utworów
| Nr. | Tytuł piosenki                 | Autor i współtwórcy tekstu piosenki                                                                                | Czas |
| --- | ------------------------------ | --- | ---- |
| 1.  | "Something New"                | Brian Higgins, Wayne Hector, Tim Deal, Matt Gray, Carla Marie Williams, Nicola Roberts, Florence Arnold, Xenomania | 3:20 |
| 2.  | "The Promise"                  | Miranda Cooper, Higgins, Jason Resch, Kieran Jones, Williams                                                       | 3:43 |
| 3.  | "The Loving Kind"              | Cooper, Higgins, Tim Powell, Neil Tennant, Chris Lowe                                                              | 3:59 |
| 4.  | "Untouchable"                  | Cooper, Higgins, Powell, Gray                                                                                      | 3:48 |
| 5.  | "Sexy! No No No..."            | Girls Aloud, Xenomania, Nazareth                                                                                   | 3:18 |
| 6.  | "Call the Shots"               | Cooper, Higgins, Powell, Giselle Sommerville, Lisa Cowling                                                         | 3:43 |
| 7.  | "Can’t Speak French"           | Cooper, Higgins, Powell, Nick Coler, Lei, Williams                                                                 | 3:19 |
| 8.  | "Something Kinda Ooooh"        | Cooper, Higgins, Powell, Coler, Sommerville, Jody Lei                                                              | 3:20 |
| 9.  | "Biology"                      | Cooper, Higgins, Powell, Cowling, Sommerville                                                                      | 3:35 |
| 10. | "The Show"                     | Cooper, Higgins, Powell, Cowling, Jon Shave, Xenomania                                                             | 3:36 |
| 11. | "Love Machine"                 | Cooper, Higgins, Powell, Coler, Cowling, Myra Boyle, Shawn Lee                                                     | 3:25 |
| 12. | "I’ll Stand by You"            | Chrissie Hynde, Tom Kelly, Billy Steinberg                                                                         | 3:43 |
| 13. | "Jump (For My Love)"           | Steve Mitchell, Marti Sharron, Gary Skardina                                                                       | 3:39 |
| 14. | "No Good Advice"               | Cooper, Higgins, Coler, Cowling, Lene Nystrøm, Xenomania                                                           | 3:47 |
| 15. | "Sound of the Underground"     | Cooper, Higgins, Niara Scarlett, Xenomania                                                                         | 3:41 |
| 16. | "On the Metro"                 | Roberts, Jason Pebworth, George Astasio, Shave, Dan Stein                                                          | 3:12 |
| 17. | "Beautiful 'Cause You Love Me" | Rachel 'Maiday' Moulden                                                                                            | 3:28 |
| 18. | "Every Now and Then"           | Cooper, Higgins, Hector, Deal, Gray, Annie Yuill, André Tegeler, Michael Bellina, Xenomania                        | 4:25 |

| Edycja deluxe (bonus CD) |
| --- |
| 1. "Graffiti My Soul" (Ten version) – Cooper, Higgins, Powell, Cowling, Peplab – 3:14 2. "Wake Me Up" (Performance edit) – Cooper, Higgins, Powell, Cowling, Lee, Paul Woods, Yusra Maru'e – 3:10 3. "Wild Horses" – Cooper, Higgins, Coler, Cowling, Boyle, Shawn Lee – 3:23 4. "Swinging London Town" – Cooper, Higgins, Powell, Matt Gray – 4:02 5. "Whole Lotta History" – Cooper, Higgins, Cowling, Sommervile, Larcombe, Xenomania – 3:47 6. "Crazy Fool" – Girls Aloud, Cooper, Higgins, Jon Shave – 3:34 7. "Girl Overboard" – Cooper, Higgins, Powell, Coler, Lei – 4:09 8. "Black Jacks" – Cooper, Higgins, Powell, Coler, Cowling – 4:20 9. "Hoxton Heroes" – Girls Aloud, Cooper, Higgins, Powell, Owen Parker – 3:00 10. "Memory of You" – Girls Aloud, Cooper, Higgins, Powell, Sommerville – 3:48 |

| Edycja deluxe (CD 3)                                                                             |
| ------------------------------------------------------------------------------------------------ |
| 1. "The Passions of Girls Aloud: Sarah" – 46:01 2. "The Passions of Girls Aloud: Cheryl" – 47:30 |

| Edycja deluxe (CD 4)                                                                                 |
| --- |
| 1. "The Passions of Girls Aloud: Kimberley" – 48:13 2. "The Passions of Girls Aloud: Nicola" – 45:46 |

## Notowania
| Lista (2012)       | Najwyższa pozycja |
| ------------------ | ----------------- |
| Irish Albums Chart | 17                |
| UK Albums Chart    | 9                 |